# Ultraman – Mein geheimes Ich
Ultraman – Mein geheimes Ich (Originaltitel: My Secret Identity) ist eine kanadische Sitcom mit Science-Fiction-Elementen, die von 1988 bis 1991 gedreht wurde.

## Handlung
Die Serie dreht sich um den 14-jährigen Andrew Clements, der eines Tages versehentlich von einem Photonenstrahl getroffen wird, den sein bester Freund Dr. Benjamin Marion Jeffcoat verursacht hatte. Zunächst fühlt sich Andrew nur leicht benommen und geht einfach nach Hause. Dort bemerkt er schnell, dass er durch den Strahl Superkräfte entwickelt hat. Andrew, selbst ein glühender Fan von Superhelden jeder Art, ist total begeistert und will das Ganze öffentlich bekanntmachen. Dr. Jeffcoat, stets darum bemüht Aufmerksamkeit zu vermeiden, überzeugt ihn aber seine Fähigkeiten geheim zu halten.
In der Regel sind die einzelnen Episoden so aufgebaut, dass nach einer ruhigen Anfangsphase ein Problem auftritt, welches am Ende von Andrew, mit Hilfe seiner Kräfte, gelöst wird. Im Hinblick auf die jugendliche Zielgruppe wurde bei der Ausgestaltung der Storylines auf einen erzieherischen Effekt geachtet (beispielsweise durch Sensibilisierung für Kriminalität).
Die Handlungsstränge sind eingebaut in ein jugendliches Umfeld mit den dort typischen Problemfeldern (Liebeskummer, Leistungsdruck, Mobbing usw.).

## Kräfte
Insgesamt verfügt Andrew über die folgenden vier Kräfte:
- Übermenschliche Geschwindigkeit: Er kann sich fast beliebig schnell bewegen, ohne auch nur außer Atem zu geraten.
- Unverwundbarkeit: Auf ihn abgefeuerte Munition prallt ab. Ein Nachteil dieser Fähigkeit ist, dass auch gewollte Verletzungen (z. B. bei einer Impfung) nicht möglich sind.
- Fliegen: Anfangs wird diese Fähigkeit als Schwerelosigkeit eingeführt, weshalb er zunächst immer Sprühdosen zur Steuerung dabei hat. Nachdem er in der vierten Episode der zweiten Staffel ein zweites Mal vom Photonenstrahl getroffen wird, kann er seinen Flug auch ohne Hilfsmittel steuern.
- Übermenschliche Stärke: Durch die zweite Photonenbestrahlung wird Andrew zudem zum stärksten Menschen der Welt.

Die Kräfte bestehen dauerhaft. Lediglich nach der Bestrahlung mit Röntgenstrahlung verschwinden sie kurzzeitig.

## Charaktere
Andrew ClementsHauptfigur
Dr. Benjamin Marion JeffcoatBester Freund von Andrew und einer der zehn klügsten Menschen der Welt, was als Running Gag mehrfach in der Serie erwähnt wird. Von Beruf ist Jeffcoat Wissenschaftler und Erfinder. Des Weiteren nimmt er für Andrew die Rolle eines Ersatzvaters ein, weil dieser ohne seinen richtigen Vater aufwächst.
Stephanie ClementsMutter von Andrew. Zwischen ihr und Dr. Jeffcoat deuten sich immer wieder Romanzen an. Dauerhaft zusammen finden sie aber nicht.
Erin ClementsJüngere Schwester von Andrew. Zwischen den beiden besteht eine gesunde Geschwisterrivalität.
Kirk StevensAls Zufallsbekanntschaft in der zweiten Staffel eingeführt, wird er in der dritten Staffel ein enger Freund von Andrew.
Ruth SchellenbachSchrullige Nachbarin von Dr. Jeffcoat. Die beiden geraten immer wieder in Streit miteinander, was aber nie wirklich ernst gemeint ist.

## Hintergrund
Die Serie wurde in Toronto, Kanada gedreht.

## Ausstrahlung
In Deutschland wurde die Serie von RTL Plus ausgestrahlt. Dort lief sie ab dem 21. November 1989 zunächst dienstags um 16 Uhr. 1990 wurde sie in das wochenendliche Mittagsprogramm verlegt, wo zunächst alle Folgen gezeigt wurden, bevor man begann, die Episoden zu wiederholen. 1993 wurde die Serie aus dem Programm genommen.